# My Heart Goes Boom
«My Heart Goes Boom» (originalmente «My Heart Goes Boom (La Di Da Da)»), es una canción del grupo franco-alemán de dance pop, French Affair. Fue lanzado el 10 enero del año 2000 como el sencillo principal de su álbum debut, Desire (2001). La canción se convirtió en un éxito en todo el mundo, encabezando las listas de Alemania y Austria y alcanzando los cinco primeros en Dinamarca, Francia, Italia, España y Suiza. Aunque la canción se canta principalmente en inglés, está también contiene un verso en francés.

## Video musical
El vídeo musical de la canción fue dirigido por Wiebke Berndt y publicado oficialmente en la cuenta de YouTube de French Affair el 11 de noviembre de 2014.

## Lista de canciones
- My Heart Goes Boom (La Di Da Da) - EP[5]

1. My Heart Goes Boom (La Di Da Da) [Radio Version] – 3:39
2. My Heart Goes Boom (La Di Da Da) [X-Tended Club Version] – 5:39
3. My Heart Goes Boom (La Di Da Da) [K's House Remix] – 7:02

## Posicionamiento en listas

### Gráficos semanales
| Lista (2000)                                | Posición máxima |
| ------------------------------------------- | --------------- |
| Austria (Ö3 Austria Top 40)                 | 1               |
| Bélgica (Flandes) (Ultratip Bubbling Under) | 7               |
| Bélgica (Valonia) (Ultratop 50)             | 17              |
| Canada (Nielsen SoundScan)                  | 8               |
| Denmark (IFPI)                              | 4               |
| Europe (Eurochart Hot 100)                  | 5               |
| Francia (SNEP)                              | 4               |
| Alemania (Offizielle Deutsche Charts)       | 1               |
| Iceland (Íslenski Listinn Topp 40)          | 15              |
| Irlanda (IRMA)                              | 13              |
| Italia (FIMI)                               | 4               |
| Países Bajos (Dutch Top 40)                 | 28              |
| Países Bajos (Mega Single Top 100)          | 37              |
| Nueva Zelanda (Recorded Music NZ)           | 47              |
| Escocia (Scottish Singles Sales Chart)      | 12              |
| España (Top 100 Canciones)                  | 4               |
| Suecia (Sverigetopplistan)                  | 35              |
| Suiza (Schweizer Hitparade)                 | 3               |
| Reino Unido (UK Singles Chart)              | 44              |
| US Dance Club Play (Billboard)              | 24              |
| US Maxi-Singles Sales (Billboard)           | 35              |

### Gráficos de fin de año
| Lista (2000)                       | Posición |
| ---------------------------------- | -------- |
| Austria (Ö3 Austria Top 40)        | 8        |
| Belgium (Ultratop 50 Wallonia)     | 59       |
| Denmark (IFPI)                     | 17       |
| Europe (Eurochart Hot 100)         | 16       |
| France (SNEP)                      | 19       |
| Germany (Official German Charts)   | 11       |
| Iceland (Íslenski Listinn Topp 40) | 57       |
| Ireland (IRMA)                     | 66       |
| Spain (PROMUSICAE)                 | 11       |
| Switzerland (Schweizer Hitparade)  | 22       |

## Créditos
- Portada del sencillo – Goutte

- Letra – B. Alcindor

- Letra y música: K. Dreyer / T. Dreyer

- Fotografía – Kramer & Giogoli

- Productor, arreglo y mezcla  – The Dreyer Bros.